# Втеча з НДР до ФРН на повітряній кулі

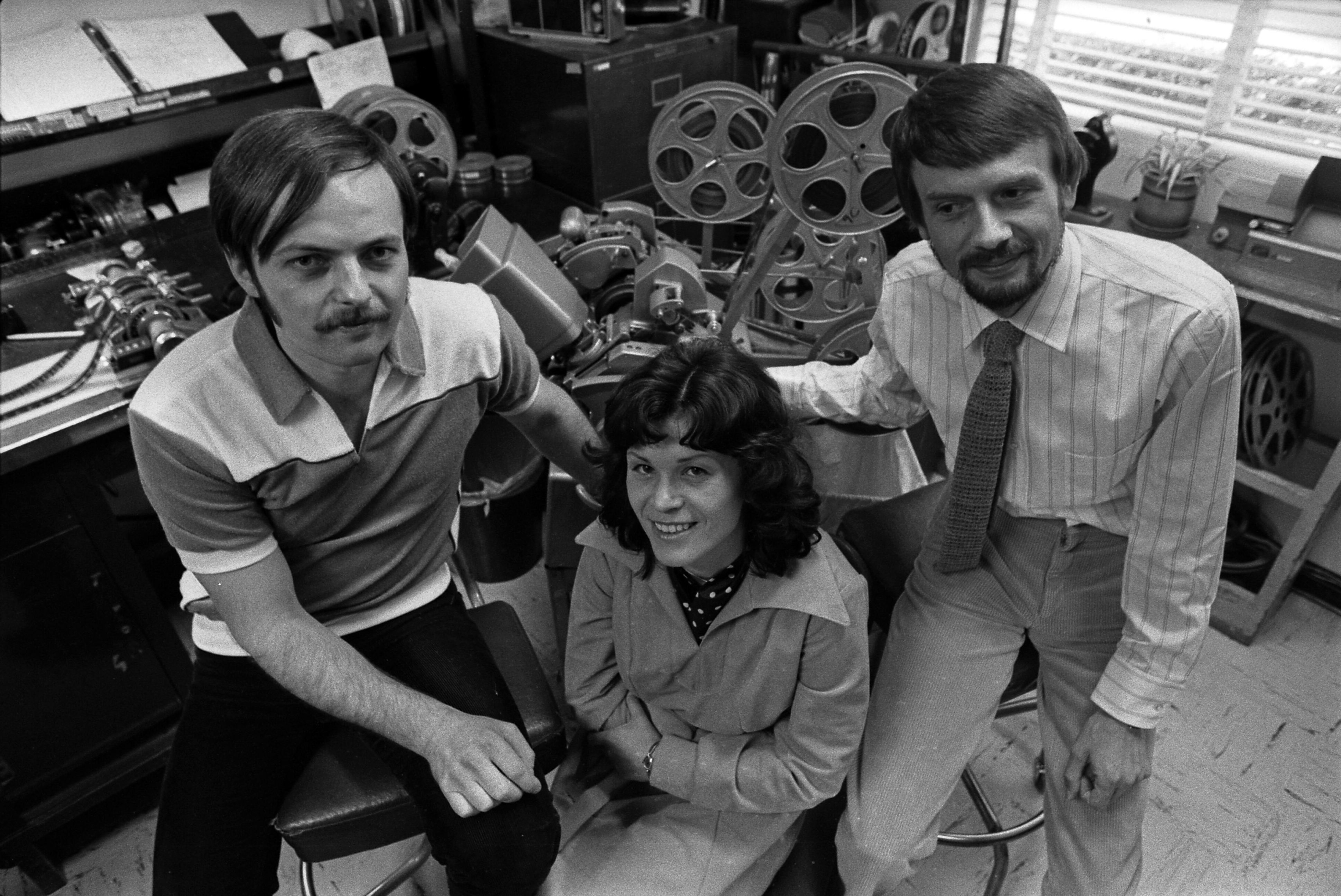
Гюнтер Ветцель, Доріс Стрельчик і Петер Стрельчик, фото 1979 року.

В ніч на 16 вересня 1979 року двом родинам на прізвище Стрельчик та Ветцель (загалом вісім осіб) з Песнеку (Тюрінгія) вдалося втекти на саморобній тепловій повітряній кулі зі Східної Німеччини, вдало перетнувши кордон і приземлившись у Західній Німеччині.

## Передумови
Східна Німеччина, яка тоді входила до складу Східного блоку, була відокремлена від Західної Німеччини в Західному блоці внутрішнім німецько-німецьким кордоном та Берлінською стіною, значно укіпленими сторожовими вежами, мінними полями тощо для запобігання незаконному перетину. Східнонімецьким прикордонним військам було наказано протидіяти втікачам усіма засобами, включаючи вогонь на ураження (наказ стріляти, нім. Schießbefehl).
Петер Стрельчик (Peter Strelzyk, 1942—2017, електрик і колишній механік ПС Східної Німеччини) та Гюнтер Ветцель (Günter Wetzel, нар. 1955, муляр за професією) були колегами на фабриці пластмас VEB Polymer у містечку Песнек. Вони дружили протягом чотирьох років, мали бажання втекти з країни та обговорювали способи перетину кордону. 7 березня 1978 року вони домовилися планувати втечу. Спочатку вони розглядали можливість побудови гелікоптера, але швидко зрозуміли, що не зможуть придбати двигун, здатний живити такий апарат. Потім вони вирішили дослідити ідею побудови повітряної кулі-монгольф'єра, надихнувшись телевізійною програмою про повітроплавання (за іншою версією, хтось із них побачив у журналі статтю про Міжнародний фестиваль повітряних куль в Альбукерке).

## Спорудження аеростата
Стрельчик і Ветцель розпочали дослідження повітряних куль. Їхній план полягав у втечі разом з дружинами та чотирма дітьми віком від 2 до 15 років. Вони підрахували, що вага вісьмох пасажирів та самого апарату становитиме близько 750 кг. Подальші розрахунки показали, що повітряна куля, здатна підняти таку вагу, повинна вмістити 2000 м³ повітря, нагрітого до 100 °C. Наступним розрахунком була кількість матеріалу, необхідного для пошиття балону повітряної кулі, площу якого вони оцінили у приблизно 800 м².
Конструктори жили у Песнеку, невеликому містечку з населенням близько 20 000 осіб, де не можна було отримати велику кількість тканини, не привернувши уваги. Вони спробували звернутися до сусідніх міст Рудольштадт, Заальфельд і Єна, але безуспішно. Тоді вони проїхали 50 км до Гери, де придбали в універмазі рулони бавовняної тканини шириною 1 метр і загальною довжиною 850 метрів, заявивши здивованому продавцю, що мають кемпінговий клуб, і така кількість матеріалів їм потрібна для використання як підкладки для наметів.
Ветцель витратив два тижні на пошиття з цієї тканини балону повітряної кулі, 15 м завширшки та 20 м завдовжки, на 40-річній ручній швацькій машинці. Стрельчик за цей час збирав гондолу та пальник. Гондола складалася з залізного каркасу, листової металевої підлоги та бортів з білизняної мотузки, що проходила по периметру через кожні 150 мм з боків. Пальник же був зроблений з двох 11-кг балонів для побутового газу зі зрідженим пропаном, шлангів, водопровідної труби, сопла та шматка труби від печі.

## Перший тест
У квітні 1978 року команда була готова до випробування аеростату. Після кількох днів пошуків вони знайшли підходящу віддалену галявину в лісі поблизу Цигенрюка, за 10 км від кордону та за 30 км від Песнека. Одного разу вночі вони запалили пальник і спробували надути кулю, але не змогли. Вирішивши, що ця проблема виникла через те, що куля під час надування лежала на землі, вони через два тижні пошуків знайшли 25-метрову скелю біля кам'яного кар'єру, на якій підвісили кулю вертикально перед надуванням. Але ця спроба також не мала успіху.
Тоді команда вирішила наповнити аеростат повітрям кімнатної температури та вже потім використати пальник для підвищення температури повітря та забезпечення підйомної сили. Вони сконструювали повітродувку з мотоциклетним двигуном потужністю 14 к.с. об'ємом 250 куб. см, взятим зі старого мотоцикла MZ Ветцеля. Двигун запускався стартером від автомобіля «Trabant», що живився через кабелі від «Москвича» Стрельчика. Цей двигун, звук роботи якого приглушували за допомогою глушника від «Трабанта», обертав лопаті вентилятора довжиною 1 метр для надування повітряної кулі. Крім того, використовувався саморобний вогнемет для швидшого попереднього нагрівання повітря.
Після цих модифікацій вони повернулися на галявину, щоб спробувати ще раз, але все одно не змогли надути кулю. Втім, використання повітродувки дозволило їм виявити, що бавовняний матеріал, з якого вони зробили балон, просто був занадто пористим і пропускав газ.
Ця невдала спроба коштувала їм 2400 марок (360 доларів США за тодішнім курсом). Стрельчик утилізував тканину, протягом кількох тижнів спаливши її у своїй печі.

## Другий тест
Стрельчик і Ветцель придбали зразки різних тканин у місцевих магазинах, зокрема матеріал для парасольок та різні зразки тафти й нейлону. За допомогою печі вони перевіряли ці матеріали на термостійкість. Крім того, вони створили випробувальний стенд з пилососа та скляної трубки, наповненої водою, щоб визначити, який матеріал дозволить пилососу краще всмоктувати воду, а отже, який буде також найменш проникним для повітря. Матеріал для парасольок показав найкращі результати, але він був і найдорожчим, тому натомість вони обрали синтетичний вид тафти.
Щоб придбати велику кількість тканини, не викликаючи підозри, команда знову попрямувала до далекого міста, цього разу проїхавши 160 кілометрів до універмагу в Лейпцигу. Їхнім новим прикриттям було те, що вони належать до вітрильного клубу та потребують матеріалу для виготовлення вітрил. На доставку необхідної кількості тканини потрібно було подати замовлення, і хоча конструктори боялися, що про покупку можуть повідомити до Штазі, наступного дня вони повернулися та без інцидентів забрали матеріал. За 800 метрів тканини шириною 1 метр вони заплатили 4800 марок НДР (720 доларів США). Дорогою додому вони також придбали електродвигун, щоб пришвидшити швацьку машинку з педальним приводом, яку вони використовували для пошиття повітряної кулі.
Наступний тиждень Ветцель провів, сшиваючи нову кулю. За допомогою тепер уже електричної швейної машинки цього разу він упорався швидше. Невдовзі двоє чоловіків повернулися на галявину та приблизно за п'ять хвилин надули кулю за допомогою повітродувки та вогнемета. Куля піднялася у повітря та утримувала підіймальний газ, але пальник на гондолі був недостатньо потужним, щоб створити тепло, необхідне для подальшого підйому. Стрельчик і Ветцель продовжували експериментувати протягом місяців, подвоювши кількість пропанових балонів та випробовуючи різні паливні суміші.
Розчарований результатом, Ветцель вирішив відмовитися від проєкту та натомість почав реалізовувати ідею будівництва невеликого легкого літака з бензиновим двигуном або планера.
Стрельчик же продовжував намагатися вдосконалити пальник. У червні 1979 року він виявив, що коли пропановий балон перевернуто догори дном, додатковий тиск призводить до випаровування рідкого пропану, що призводить до посилення полум'я. Він модифікував гондолу, щоб пропанові балони були встановлені догори дном, і повернувся на випробувальний майданчик, де виявив, що нова конфігурація створює полум'я довжиною 12 метрів. Він вирішив, що готовий спробувати втекти.

## Перша спроба втечі
В ніч з 3 на 4 липня 1979 року погодні та вітрові умови були сприятливими. Аеростат зі всією родиною Стрельчиків стартував з лісової галявини о 1:30 ночі та піднімалася зі швидкістю 4 метри за секунду. Згідно з альтиметром, який Стрельчик виготовив, модифікувавши барометр, вони досягли висоти 2000 метрів. Легкий вітер ніс їх до кордону, але потім повітряна куля увійшла в хмари, і на ній конденсувалася атмосферна водяна пара, додаючи ваги, що призвело до передчасної втрати висоти. Родина благополучно приземлилася після 34-хвилинного польоту за два кілометри від кордону на території НДР.
Не знаючи, де конкретно вони знаходяться, Стрельчик досліджував місцевість, поки не знайшов шматок сміття — хлібний пакет з пекарні у східнонімецькому місті Вернігероде. Група провела дев'ять годин, обережно вибираючись з 500-метрової прикордонної зони, щоб уникнути виявлення. Їм також довелося непомітно пройти через 5-кілометрову заборонену зону, перш ніж повернутися назад загалом пройшовши 14 км до свого автомобіля та залишеного біля неї обладнання для запуску кулі. Повітряну кулю та деякі речі їм довелося залишити у лісі. Вони встигли додому якраз вчасно, щоб заявити про свою відсутність на роботі та в школі через хворобу.
Залишки кулі через кілька днів виявив співробітник поліції, що збирав у лісі дрова, але він не доповів про свою знахідку, оскільки це значило б зізнатися, що він без дозволу перебував у забороненій зоні. Зрештою, кулю знайшов вранці 20 липня 1979 року мисливець, який повідомив про неї поліцію
Стрельчик знищив усі компрометуючі докази, навіть продавши автомобіль, побоюючись, що машину можуть пов'язати зі спробою втечі. 14 серпня Штазі звернулася до громадськості через газету «Volkswacht» з закликом надати інформацію про предмети, виявлені на місці приземлення (барометр, кишеньковий ніж та плоскогубці), щоб посприяти виявленню винуватця неназваного «серйозного злочину».
Стрельчик вирішив, що врешті-решт шлях повітряної кулі буде відстежений до нього та Ветцелів. Вони з Ветцелем дійшли згоду, що їхній найкращий шанс — швидко побудувати ще одну повітряну кулю та якомога швидше вибиратися звідти.

## Успішна втеча
Стрельчик і Ветцель вирішили подвоїти розмір повітряної кулі до 4000 кубічних метрів об'єму, 20 метрів діаметра та 25 метрів висоти, для чого їм знадобилося 1250 квадратних метрів тафти. Щоб уникнути підозр, вони закупили матеріал різних кольорів і візерунків по всій країні. Ветцель пошив з парасолькового шовку, тафти, нейлону для наметів і підкладок для ліжка третю повітряну кулю, використавши понад 6 кілометрів ниток, а Стрельчик відтворив інші компоненти кулі. За шість тижнів вони виготовили 180-кілограмову повітряну кулю, корисне навантаження якої складало 550 кілограмів, включаючи гондолу, обладнання та дві сім'ї пасажирів. Гондола цього разу була дерев'яною, з платформою розміром 1,4×1,4 м та заввишки 80 см, виготовленими з чотирьох кутових стовпів та білизняної мотузки.
15 вересня, придбавши в Єні останні шматки тканини і завершивши пошиття кулі, родини вирішили розпочати тієї ж ночі, оскільки сильна гроза створила вітер у потрібному напрямку. Втікачі вирушили до місця запуску на новому автомобілі Стрельчика Wartburg та мопеді. На місце вони прибули о 1:30 ночі, і їм знадобилося лише десять хвилин, щоб надути кулю, та ще три хвилини, щоб нагріти повітря.
У польоті вони сиділи спинами до поручнів і трималися за чотири балони з пропаном, що стояли посередині гондоли. Злетівши одразу після 2:00 ночі, група не змогла одночасно перерізати троси, що тримали гондолу на землі, внаслідок чого куля нахилилася, і полум'я спрямувалося на тканину, яка загорілася. Загасивши пожежу за допомогою вогнегасника, взятого із собою саме для такої надзвичайної ситуації, вони за дев'ять хвилин піднялися на висоту 2000 метрів, дрейфуючи в напрямку Західної Німеччини зі швидкістю 30 кілометрів на годину. Повітряна куля летіла 28 хвилин, при цьому температура в незахищеній гондолі, яка складалася лише з поручнів з білизняної мотузки, впала до -8 °C.
Через неправильний розрахунок конструкції димар пальника був занадто довгим і подавав полум'я надто високо, створюючи надмірний тиск, що призвело до надриву балона аеростата. Повітря, що виривалося з розриву, задуло полум'я пальника. Ветцель зміг знову запалити полум'я сірником, але йому довелося робити це ще кілька разів до приземлення.
В якийсь момент вони максимально збільшили полум'я і піднялися до висоти 2500 метрів. Вже пізніше вони дізналися, що висота була достатньо великою, щоб західнонімецькі авіадиспетчери їх виявили, хоча і не змогли ідентифікувати на радарі, що це таке. Також кулю бачив зі східнонімецького боку кордону нічний сторож у районному будинку культури в Бад-Лобенштайні. Після повідомлення про неідентифікований літаючий об'єкт, що прямував до кордону прикордонники увімкнули пошукові прожектори, але аеростат летів занадто високо і знаходився поза досяжністю променів.
Через розрив у балоні кулі втікачам довелося використовувати пальник набагато частіше, що значно обмежувало відстань, на яку вистачило палива. Пізніше Ветцель сказав, що, на його думку, вони могли б подолати ще 50 кілометрів, якби куля залишилася цілою.
Вони розгледіли прикордонний перехід у Рудольфштайні на Федеральному автобані A9 і побачили вогні прожекторів. Подорож тривала 28 хвилин і подолала відстань 18 кілометрів. Коли пропан закінчився, куля почала швидко спускатися, приземлившись у лісистій місцевості поблизу міста Найла у західнонімецькій землі Баварія, лише за 10 км від кордону.
Після висадки жінки та діти спочатку сховалися в лісі, поки двоє чоловіків досліджували місцевість. За різними ознаками вони зрозуміли, що аеростат зміг подолати кордон — зокрема, вони побачили червоні та жовті вогні, що не було поширеним явищем у Східній Німеччині  та невеликі ферми, не схожі на великі державні підприємства на сході. Ще однією підказкою було сучасне сільськогосподарське обладнання, на відміну від застарілого, яке використовувалося у Східній Німеччині.
Двоє офіцерів Баварської державної поліції побачили у небі мерехтливе світло від повітряної кулі та попрямували туди, де, на їхню думку, вона мала приземлитися. Там вони знайшли Стрельчика та Ветцеля, і ті спочатку запитали, чи змогли дістатися заходу, хоча вже тоді помітили, що поліцейська машина була марки «Audi», що стало ще однією ознакою того, що вони перебувають у Західній Німеччині. Отримавши підтвердження, втікачі з радістю запросили свої родини приєднатися до них.

## Втікачі
До складу родин входили:
- Петер Стрельчик, 37 років
- Доріс Стрельчик
- Френк Стрельчик, 15 років
- Андреас Стрельчик, 11 років
- Гюнтер Ветцель, 24 роки
- Петра Ветцель
- Петер Ветцель, 5 років
- Андреас Ветцель, 2 роки

## Наслідки
Східна Німеччина негайно посилила безпеку на кордоні, закрила всі невеликі аеропорти поблизу кордону та наказала тримати літаки далі вглиб країни. Балони з пропаном стали зареєстрованими товарами, більше не можна було купувати велику кількість тканини, придатної для будівництва повітряних куль. Писати листи зі Східної Німеччини до двох родин втікачів було заборонено.
Еріх Стрельчик дізнався про втечу брата з новин ZDF і через три години після приземлення аеростата був заарештований у своїй квартирі в Потсдамі — арешт членів родини був стандартною процедурою, щоб стримати інших від спроб втечі. Його, сестру Стрельчика Марію та її чоловіка, звинуватили у «сприянні втечі» та засудили до 2,5 років ув'язнення. Зрештою, всіх трьох було звільнено за допомогою Amnesty International.
Втікачі ж спочатку оселилися в Найлі, де Ветцель працював автомеханіком, а Стрельчик відкрив майстерню з ремонту телевізорів у Бад-Кіссінгені. Згідно з повідомленням Гюнтера Ветцеля на його вебсайті, невдовзі після втечі Стрельчики і Ветцелі розірвали зв'язок через деякі розбіжності. Під тиском шпигунів Штазі Стрельчики в 1985 році переїхали до Швейцарії. Після Возз'єднання Німеччини в 1990 році вони повернулися до свого старого дому в рідному місті Песнек, Ветцелі ж залишилися в Баварії.
У 2017 році Петер Стрельчик помер в Єні у віці 74 років після тривалої хвороби 
Гондолу свого аеростата біженці подарували місту Найла, яке згодом передало її разом із десятьма смужками тканини, з якої був пошитий балон, до Музею Берлінського муру на берлінському КПП «Чарлі». Балон аеростата з жовтня 2024 року експонується в Міському музеї Найли До того він з 2017 року був виставлений в музеї баварської історії в Регенсбурзі

## У мистецтві
Втечу було зображено у двох фільмах: «Нічний переліт» (Night Crossing, 1982) та «Повітряна куля» (2018) (Balloon, 2018).
Перший фільм, також відомий під назвою With the Wind to the West («З вітром на захід», англійський переклад німецької прокатної назви), був випущений студією «Disney» англійською мовою. Повідомляється, що Стрельчики були «зворушені до сліз» на показі фільму в Рокфеллер-центрі в Нью-Йорку.
Другий же фільм був знятий у Німеччині, німецькою мовою. Обидві родини вітали бажання режисера Міхаеля Гербіга зняти, як він висловився, «німецький фільм для міжнародної аудиторії». У 2018 році Гербіг заявив, що родини і Стрельчиків, і Ветцелів насправді були незадоволені фільмом від Disney.